# Rooms Katholieke Partij Nederland

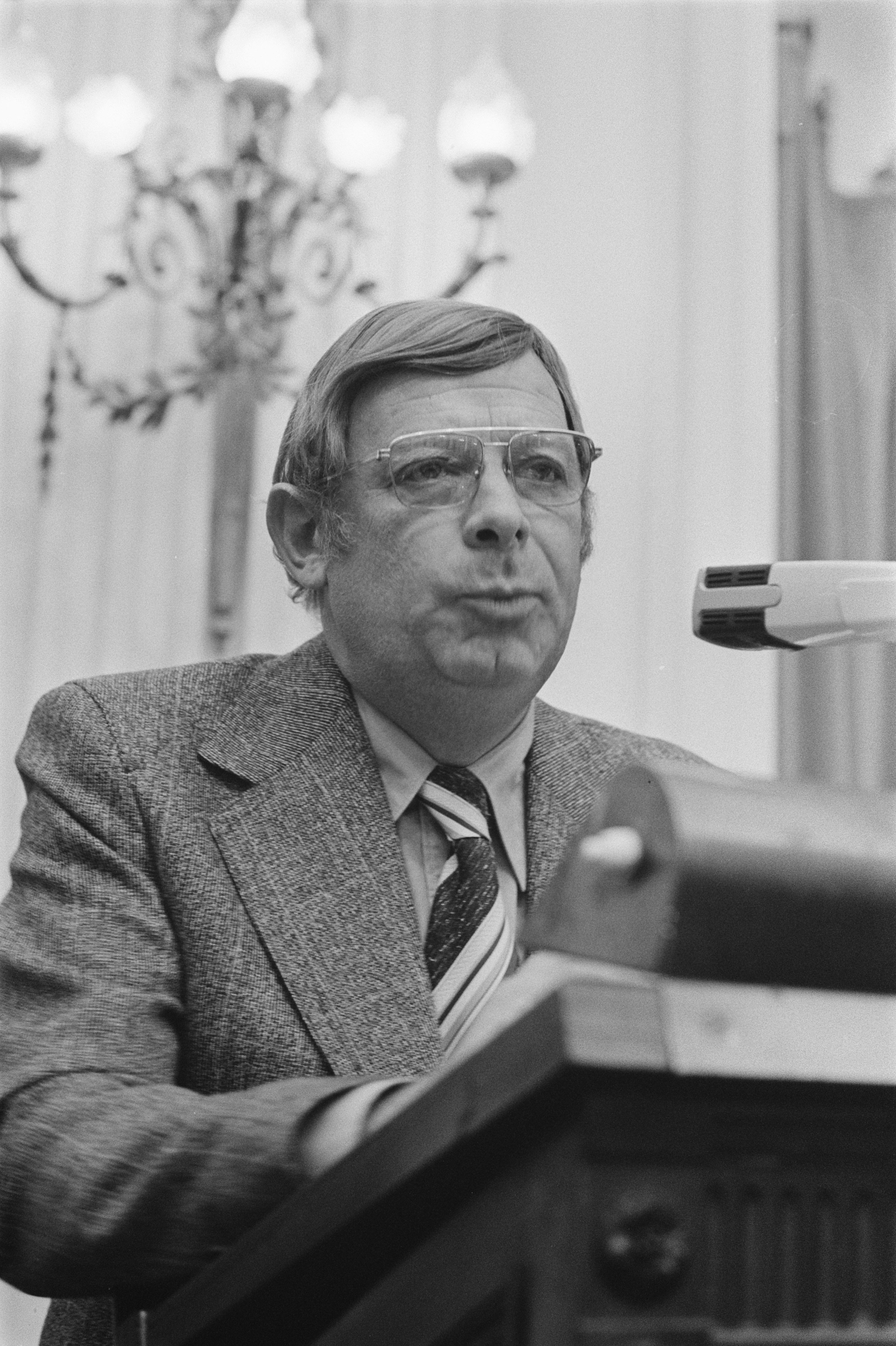
RKPN-lijsttrekker Klaas Beuker in de Tweede Kamer (1973)

De Rooms Katholieke Partij Nederland (RKPN) was een Nederlandse politieke partij. De enige maal dat de RKPN een zetel in de Tweede Kamer behaalde was in 1972.
De RKPN was een protestpartij tegen de Katholieke Volkspartij (KVP), die men te onzedelijk en te links vond. De partij kwam voort uit de Nieuwe Roomse Partij (NRP). De RKPN maakte zich vooral sterk voor bijzonder onderwijs en jeugdwerk. Ze nam een samenleving op basis van de Tien Geboden als uitgangspunt.
In 1974 ontstond een splitsing door een conflict tussen het partijbestuur en zijn enige parlementariër, Klaas Beuker. De partij deed daarna zonder succes mee aan de Tweede-Kamerverkiezingen van 1977, 1981 en 1982. In 1985 besloot de partij niet meer aan verkiezingen deel te zullen nemen en de activiteiten te beperken tot de uitgifte van een nieuwsbrief.
De aanhang van de RKPN bestond vooral uit getrouwen van bisschop Simonis en bisschop Gijsen.